# 昭和村 (奈良県)
昭和村（しょうわむら）は奈良県北西部、生駒郡に属していた村。現在は大和郡山市の一部。

## 歴史
- 1935年（昭和10年）2月11日 - 平端村、本多村が合併し昭和村が成立。
- 1953年（昭和28年）12月10日 - 郡山町に編入され、消滅。

## 交通

### 道路
- 一級国道25号

### 鉄道路線
- 近畿日本鉄道
  - 橿原線
  - 天理線
    - 平端駅